# عظیمی تنوخی
محمد بن علی بن محمد بن احمد بن نزار تنوخی حلبی (انگلیسی: Al-Azimi؛ ۱۱۹۰ - ح. ۱۱۶۱) که با نام ابن عظیمی شناخته می‌شود، از خاندان تنوخی و شاعر و وقایع‌نگار شهر حلب بود. اثر وی، تاریخ حلب، به شیوه سال‌شمار و از سال ۴۸۴ (۱۰۶۳ میلادی) قمری آغاز گشته است و ابن عظیمی در این اثر خود بیشترین توجه را به خود شهر حلب و مناطق اطراف آن معطوف کرده است.  در دوره میان دو جنگ صلیبی اول، پس از کتاب ابن قلانسی، قدیمی‌ترین منبع عربی و اسلامی در رابطه با جنگ‌های صلیبی، تاریخ ابن عظیمی است.